# Franzburger Kreisbahnen
| Ehemaliger CM-Triebwagen von Brissonneau et Lotz der Franzburger Kreisbahnen in Stralsund | |                                                                |                                                                |
| | |                                                                |                                                                |
| Kursbuchstrecke: | 112j (Stralsund – Barth) 112k (Stralsund – Klausdorf) 112m (Barth – Damgarten) jeweils 1934 125c (Stralsund Landesb – Klausdorf (Pom) / Barth Landesb) 125d (Barth Landesb – Damgarten Landesb) jeweils 1946 ex 125c, 125d jeweils 1947 |                                                                |                                                                |
| Streckenlänge: | 67,22 km |                                                                |                                                                |
| Spurweite: | 1000 mm (Meterspur) |                                                                |                                                                |
| Minimaler Radius: | 60 m |                                                                |                                                                |
| Streckengeschwindigkeit: | 30 km/h |                                                                |                                                                |
| | |                                                                |                                                                |
| \| \| 0,00 \| Stralsund (Übergang zur Strecke Stralsund–Rostock) \| Stralsund (Übergang zur Strecke Stralsund–Rostock) \| \| \| \| \| \| \| \| 2,50 \| Stralsund-Stadtwald \| Stralsund-Stadtwald \| \| \| 5,53 \| Kl. Kordshagen \| Kl. Kordshagen \| \| \| 8,61 \| Krönnevitz \| Krönnevitz \| \| \| 10,84 \| Oldendorf \| Oldendorf \| \| \| \| Prohner Bach \| \| \| \| 11,470,00 \| Altenpleen \| Altenpleen \| \| \| \| \| \| \| \| 2,40 \| Günz \| Günz \| \| \| 4,56 \| Klein Mohrdorf \| Klein Mohrdorf \| \| \| 5,10 \| Groß Mohrdorf \| Groß Mohrdorf \| \| \| 6,93 \| Hohendorf (bei Stralsund) \| Hohendorf (bei Stralsund) \| \| \| 9,42 \| Klausdorf \| Klausdorf \| \| \| \| \| \| \| \| 13,34 \| Neuenpleen \| Neuenpleen \| \| \| 15,88 \| Lassentin \| Lassentin \| \| \| 17,65 \| Buschenhagen \| Buschenhagen \| \| \| 18,50 \| Bartelshagen \| Bartelshagen \| \| \| 19,94 \| Groß Kordshagen \| Groß Kordshagen \| \| \| 21,50 \| Arbshagen \| Arbshagen \| \| \| 23,15 \| Flemendorf \| Flemendorf \| \| \| 24,59 \| Zipke \| Zipke \| \| \| 26,17 \| Küstrow \| Küstrow \| \| \| \| Anschluss Hafen, Dreischienengleis \| \| \| \| 29,23 \| Barth Übergang zur Darßbahn \| Barth Übergang zur Darßbahn \| \| \| 30,10 \| Darßbahn \| Darßbahn \| \| \| 33,67 \| Divitz \| Divitz \| \| \| 34,80 \| Frauendorf (b. Barth) \| Frauendorf (b. Barth) \| \| \| \| Barthe \| \| \| \| 38,10 \| Spoldershagen \| Spoldershagen \| \| \| 39,32 \| Grünau (Pom.) \| Grünau (Pom.) \| \| \| 41,20 \| Lüdershagen \| Lüdershagen \| \| \| 43,47 \| Hermannshof \| Hermannshof \| \| \| 45,37 \| Hessenburg \| Hessenburg \| \| \| 46,41 \| Staben \| Staben \| \| \| 49,00 \| Saal (Pom) \| Saal (Pom) \| \| \| \| Saaler Bach \| \| \| \| 50,91 \| Kückenshagen \| Kückenshagen \| \| \| 53,15 \| Dechowshof \| Dechowshof \| \| \| 54,03 \| Boddenwerft \| Boddenwerft \| \| \| \| \| \| \| \| 55,40 \| Ribnitz-Damgarten-Stadtwald \| Ribnitz-Damgarten-Stadtwald \| \| \| 56,79 \| Ribnitz-Damgarten-Hafenbahnhof \| Ribnitz-Damgarten-Hafenbahnhof \| \| \| \| zum Hafen Damgarten \| \| \| \| \| \| \| \| \| 57,77 \| Ribnitz-Damgarten Ost (Übergang zur Strecke Stralsund–Rostock) \| Ribnitz-Damgarten Ost (Übergang zur Strecke Stralsund–Rostock) \| | |                                                                |                                                                |
| Kopfbahnhof Streckenanfang (Strecke außer Betrieb) | 0,00 | Stralsund (Übergang zur Strecke Stralsund–Rostock)             | Stralsund (Übergang zur Strecke Stralsund–Rostock)             |
| | |                                                                |                                                                |
| Bahnhof (Strecke außer Betrieb) | 2,50 | Stralsund-Stadtwald                                            | Stralsund-Stadtwald                                            |
| Bahnhof (Strecke außer Betrieb) | 5,53 | Kl. Kordshagen                                                 | Kl. Kordshagen                                                 |
| Bahnhof (Strecke außer Betrieb) | 8,61 | Krönnevitz                                                     | Krönnevitz                                                     |
| Bahnhof (Strecke außer Betrieb) | 10,84 | Oldendorf                                                      | Oldendorf                                                      |
| Brücke über Wasserlauf (Strecke außer Betrieb) | | Prohner Bach                                                   | Prohner Bach                                                   |
| Bahnhof (Strecke außer Betrieb) | 11,470,00 | Altenpleen                                                     | Altenpleen                                                     |
| Verschwenkung von links (Strecke außer Betrieb) · Verschwenkung von rechts (Strecke außer Betrieb) | |                                                                |                                                                |
| Haltepunkt / Haltestelle (Strecke außer Betrieb) · Strecke (außer Betrieb) | 2,40 | Günz                                                           | Günz                                                           |
| Haltepunkt / Haltestelle (Strecke außer Betrieb) · Strecke (außer Betrieb) | 4,56 | Klein Mohrdorf                                                 | Klein Mohrdorf                                                 |
| Haltepunkt / Haltestelle (Strecke außer Betrieb) · Strecke (außer Betrieb) | 5,10 | Groß Mohrdorf                                                  | Groß Mohrdorf                                                  |
| Haltepunkt / Haltestelle (Strecke außer Betrieb) · Strecke (außer Betrieb) | 6,93 | Hohendorf (bei Stralsund)                                      | Hohendorf (bei Stralsund)                                      |
| Kopfbahnhof Streckenende (Strecke außer Betrieb) · Strecke (außer Betrieb) | 9,42 | Klausdorf                                                      | Klausdorf                                                      |
| Verschwenkung nach rechts (Strecke außer Betrieb) | |                                                                |                                                                |
| Haltepunkt / Haltestelle (Strecke außer Betrieb) | 13,34 | Neuenpleen                                                     | Neuenpleen                                                     |
| Haltepunkt / Haltestelle (Strecke außer Betrieb) | 15,88 | Lassentin                                                      | Lassentin                                                      |
| Haltepunkt / Haltestelle (Strecke außer Betrieb) | 17,65 | Buschenhagen                                                   | Buschenhagen                                                   |
| Haltepunkt / Haltestelle (Strecke außer Betrieb) | 18,50 | Bartelshagen                                                   | Bartelshagen                                                   |
| Bahnhof (Strecke außer Betrieb) | 19,94 | Groß Kordshagen                                                | Groß Kordshagen                                                |
| Bahnhof (Strecke außer Betrieb) | 21,50 | Arbshagen                                                      | Arbshagen                                                      |
| Bahnhof (Strecke außer Betrieb) | 23,15 | Flemendorf                                                     | Flemendorf                                                     |
| Bahnhof (Strecke außer Betrieb) | 24,59 | Zipke                                                          | Zipke                                                          |
| Haltepunkt / Haltestelle (Strecke außer Betrieb) | 26,17 | Küstrow                                                        | Küstrow                                                        |
| Abzweig geradeaus und von rechts (Strecke außer Betrieb) | | Anschluss Hafen, Dreischienengleis                             | Anschluss Hafen, Dreischienengleis                             |
| Spitzkehrbahnhof rechts (Strecke außer Betrieb) | 29,23 | Barth Übergang zur Darßbahn                                    | Barth Übergang zur Darßbahn                                    |
| Kreuzung geradeaus oben (Strecke geradeaus außer Betrieb) | 30,10 | Darßbahn                                                       | Darßbahn                                                       |
| Haltepunkt / Haltestelle (Strecke außer Betrieb) | 33,67 | Divitz                                                         | Divitz                                                         |
| Haltepunkt / Haltestelle (Strecke außer Betrieb) | 34,80 | Frauendorf (b. Barth)                                          | Frauendorf (b. Barth)                                          |
| Brücke über Wasserlauf (Strecke außer Betrieb) | | Barthe                                                         | Barthe                                                         |
| Haltepunkt / Haltestelle (Strecke außer Betrieb) | 38,10 | Spoldershagen                                                  | Spoldershagen                                                  |
| Haltepunkt / Haltestelle (Strecke außer Betrieb) | 39,32 | Grünau (Pom.)                                                  | Grünau (Pom.)                                                  |
| Bahnhof (Strecke außer Betrieb) | 41,20 | Lüdershagen                                                    | Lüdershagen                                                    |
| Bahnhof (Strecke außer Betrieb) | 43,47 | Hermannshof                                                    | Hermannshof                                                    |
| Haltepunkt / Haltestelle (Strecke außer Betrieb) | 45,37 | Hessenburg                                                     | Hessenburg                                                     |
| Haltepunkt / Haltestelle (Strecke außer Betrieb) | 46,41 | Staben                                                         | Staben                                                         |
| Bahnhof (Strecke außer Betrieb) | 49,00 | Saal (Pom)                                                     | Saal (Pom)                                                     |
| Brücke über Wasserlauf (Strecke außer Betrieb) | | Saaler Bach                                                    | Saaler Bach                                                    |
| Haltepunkt / Haltestelle (Strecke außer Betrieb) | 50,91 | Kückenshagen                                                   | Kückenshagen                                                   |
| Haltepunkt / Haltestelle (Strecke außer Betrieb) | 53,15 | Dechowshof                                                     | Dechowshof                                                     |
| Haltepunkt / Haltestelle (Strecke außer Betrieb) | 54,03 | Boddenwerft                                                    | Boddenwerft                                                    |
| Brücke (Strecke außer Betrieb) | |                                                                |                                                                |
| Haltepunkt / Haltestelle (Strecke außer Betrieb) | 55,40 | Ribnitz-Damgarten-Stadtwald                                    | Ribnitz-Damgarten-Stadtwald                                    |
| Haltepunkt / Haltestelle (Strecke außer Betrieb) | 56,79 | Ribnitz-Damgarten-Hafenbahnhof                                 | Ribnitz-Damgarten-Hafenbahnhof                                 |
| Abzweig geradeaus und von rechts (Strecke außer Betrieb) | | zum Hafen Damgarten                                            | zum Hafen Damgarten                                            |
| | |                                                                |                                                                |
| Kopfbahnhof Streckenende (Strecke außer Betrieb) | 57,77 | Ribnitz-Damgarten Ost (Übergang zur Strecke Stralsund–Rostock) | Ribnitz-Damgarten Ost (Übergang zur Strecke Stralsund–Rostock) |

Franzburger Kreisbahnen (FKB) war der Name einer Bahngesellschaft in Vorpommern. Sie betrieb Schmalspurbahnstrecken zwischen Stralsund, Barth und Damgarten. Der Name geht auf den damaligen Kreis Franzburg in der preußischen Provinz Pommern zurück.

## Geschichte
Die AG Franzburger Kreisbahnen (FKB) wurde am 21. November 1893 gegründet. Ein Teil der Gründer waren auch 1939 noch Aktionäre, fast 50 % hielt der Kreis Franzburg-Barth, fast 48 % die Provinz, während der preußische Staat und die nicht kreisangehörige Stadt Stralsund nur ganz gering beteiligt waren. Die Firma Lenz & Co GmbH war inzwischen ausgeschieden.
Diese Eisenbahnbau- und -betriebsgeseellschaft erschloss die Landschaft zwischen der Ostseeküste und der Bahnstrecke Stralsund–Rostock durch eine Kleinbahn in Meterspur. Ihr 67 km langes Netz wurde am 4. Mai 1895 in Betrieb genommen. Die Stammstrecke begann am Kleinbahnhof Stralsund (später Stralsund Landesbahn, dann Ost) und führte in westlicher Richtung über Altenpleen nach Barth, wo die Staatsbahnstrecke von Velgast hinzukam, die seit 1910 nach Prerow weiterging (Bahnstrecke Velgast–Prerow; der Abschnitt zwischen Barth und Prerow wird 'Darßbahn' genannt). Die Kleinbahn erreichte nach 57 Kilometern Länge schließlich in Damgarten an der Recknitz, die hier die mecklenburgische Grenze bildete, die Staatsbahn Stralsund–Rostock. Eine neun Kilometer lange Abzweigung führte von Altenpleen zu dem nördlich von Stralsund gelegenen Küstenort Klausdorf.
In den ersten Jahren führte die Firma Lenz & Co. den Betrieb. Sie ging am 1. April 1910 auf die Kleinbahn-Abteilung des Provinzialverbandes der Provinz Pommern in Stettin über. Am 22. September 1919 trat an deren Stelle die Vereinigung vorpommerscher Kleinbahnen GmbH in Stettin, zeitweise auch in Stralsund, und seit dem 1. April 1937 die Landesbahn-Direktion Pommern. 1934 wurde die Strecke wegen des Baus eines Militärflugplatzes bei Barth von km 31 bis 33 neu trassiert. 1935 beförderte die FKB 186.300 Personen und 101.510 Tonnen Güter.
Ab 1. Januar 1940 wurde die Gesellschaft in die Körperschaft des öffentlichen Rechts „Pommersche Landesbahnen“ eingegliedert. Ihre neue Bezeichnung lautete Franzburger Bahnen (Nord) mit der Betriebsleitung in Barth. Die neue Organisation löste sich Anfang 1945 mit dem Ende des Krieges auf. Die Landesbahnverwaltung hatte sich vor der Roten Armee aus Stettin nach Greifswald und Binz auf Rügen zurückgezogen, wurde dann aber nach Demmin verlegt. Sie übernahm ab 1. Januar 1947 als Hauptverwaltung der Eisenbahnen des neu gegründeten Landes Mecklenburg-Vorpommern auch die Führung der übrigen ehemaligen Klein- und Privatbahnen im Lande, bis diese am 1. April 1949 Teil der Deutschen Reichsbahn wurden.

### Stilllegung
Für die meterspurige „Kreisbahn“ kam das Ende in den 1960er Jahren: Seit 16. Juni 1961 begannen die Züge in Stralsund nicht mehr am Landesbahnhof, sondern in der Barther Straße am 2,5 Kilometer entfernten Haltepunkt Stadtwald, um die Fahrt auf den Straßen der Stadt, vor allem dem Bahnhofsvorplatz, zu vermeiden. Der Personenverkehr auf dem Westteil der Strecke zwischen Hermannshof und (Ribnitz-)Damgarten Ost endete am 29. Mai 1965 und ab Barth am 4. Januar 1971. Danach wurde die Bahn abgebaut, denn der Gesamtverkehr der Strecke Stralsund–Barth sowie auf der Zweigbahn nach Klausdorf hatte schon am 30. November 1968 geendet. Der restliche Güterverkehr Barth–Hermannshof wurde noch bis 31. Mai 1969 bedient.

## Fahrzeuge

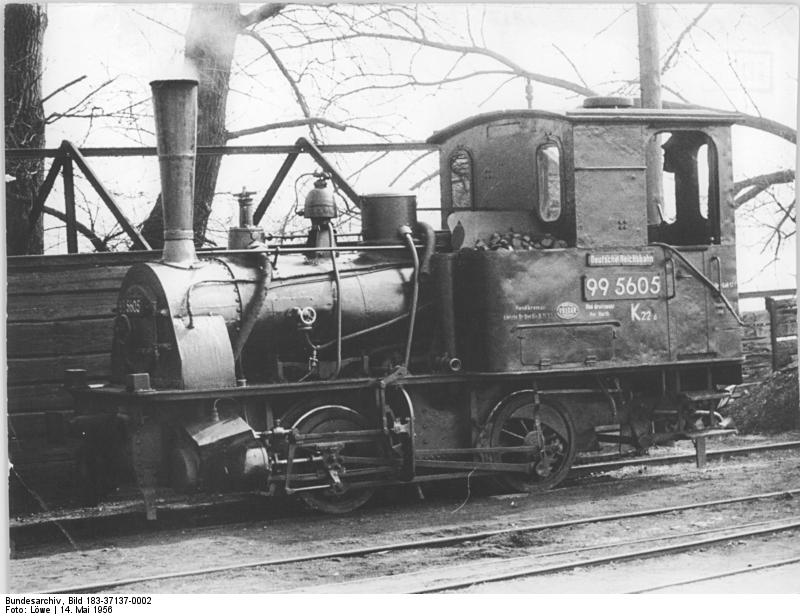
Lokomotive 99 5605 auf der Strecke

Personenwagen und einige Güterwagen waren mit der Görlitzer Gewichtsbremse ausgerüstet.
| Typ/Baureihe | Betriebsnummer | Betriebsnummer          | Betriebsnummer      | Bauart   | Baujahr    | Bemerkung |
| Typ/Baureihe | FKB            | Pommersche Landesbahnen | Deutsche Reichsbahn | Bauart   | Baujahr    | Bemerkung |
| ------------ | -------------- | ----------------------- | ------------------- | -------- | ---------- | --- |
| Lenz-Typ i   | 1i–6i          | 119–124                 | 99 5601–5606        | B n2t    | 1893–1894  | Lok Nr. 4i (99 5605) erhalten beim Deutschen Eisenbahn-Verein (DEV) in Bruchhausen-Vilsen, „Franzburg“ Lok Nr. 5i (99 5606) 1972 bis Februar 2009 auf dem Gelände des Ernst Paul Lehmann-Patentwerk in Nürnberg, danach in Privatbesitz in Schwäbisch Gmünd, seit 2018 Eigentum der niederländischen Stiftung Kleinbaan (ist in betriebsfähiger Aufarbeitung) |
| Lenz-Typ ii  | 7ii–9ii        | 165, 166                | 99 5621, 99 5622    | B’B n4vt | 1902–1913  | |
|              | 9              | 130                     | 99 5611             | C n2t    | 1903       | ehemals Salzwedeler Kleinbahnen Nr. 5, seit 1973 in Privatbesitz in Frankreich |
|              | T 1 und 2      | 1121, 1124              | VT 137 531 und 532  | (1A)(A1) | 1935, 1939 | T 1 (VT 137 531) seit 11. Juni 1952 als VB 147 562 in Betrieb. Triebwagen T 2 (VT 137 532) erhalten beim Deutschen Eisenbahn-Verein (DEV) in Bruchhausen-Vilsen als T 42 |
|              | –              | 1125–1127               | VT 137 562 bis 564  | Bo’2’    | 1939       | von Chemins de fer du Morbihan, VT 137 564 seit 31. Dezember 1951 als VB 147 561 in Betrieb. |
|              | –              | –                       | VT 133 521          | 1’A      | 1929       | 1952 von Gera-Pforten–Wuitz-Mumsdorf, 1961 ausgemustert. |

Beim Deutschen Eisenbahn-Verein (DEV) sind folgende Wagen der Franzburger Kreisbahnen erhalten geblieben und betriebsfähig:
- Personenwagen Nr. 11 (FKB-Nr. 7; DR-Nr. 901-312)
- Personenwagen mit Gepäckabteil Nr. 31 (FKB-Nr. 3; DR-Nr. 908-002)
- Gepäck-/Postwagen Nr. 55 (FKB-Nr. 15; DR-Nr. 905-101)
- offener Güterwagen Nr. 133 (FKB-Nr. 257; DR-Nr. 99-32-43)
- Fakultativwagen Nr. 137 (FKB-Nr. 52; DR-Nr. 99-39-02)
- vierachsiger gedeckter Güterwagen Nr. 146 (FKB-Nr. 551; DR-Nr. 99-39-01)

Bei Wim Pater/Kleinbaan sind folgende Waggons der Franzburger Kreisbahnen erhalten geblieben und aufgearbeitet worden:

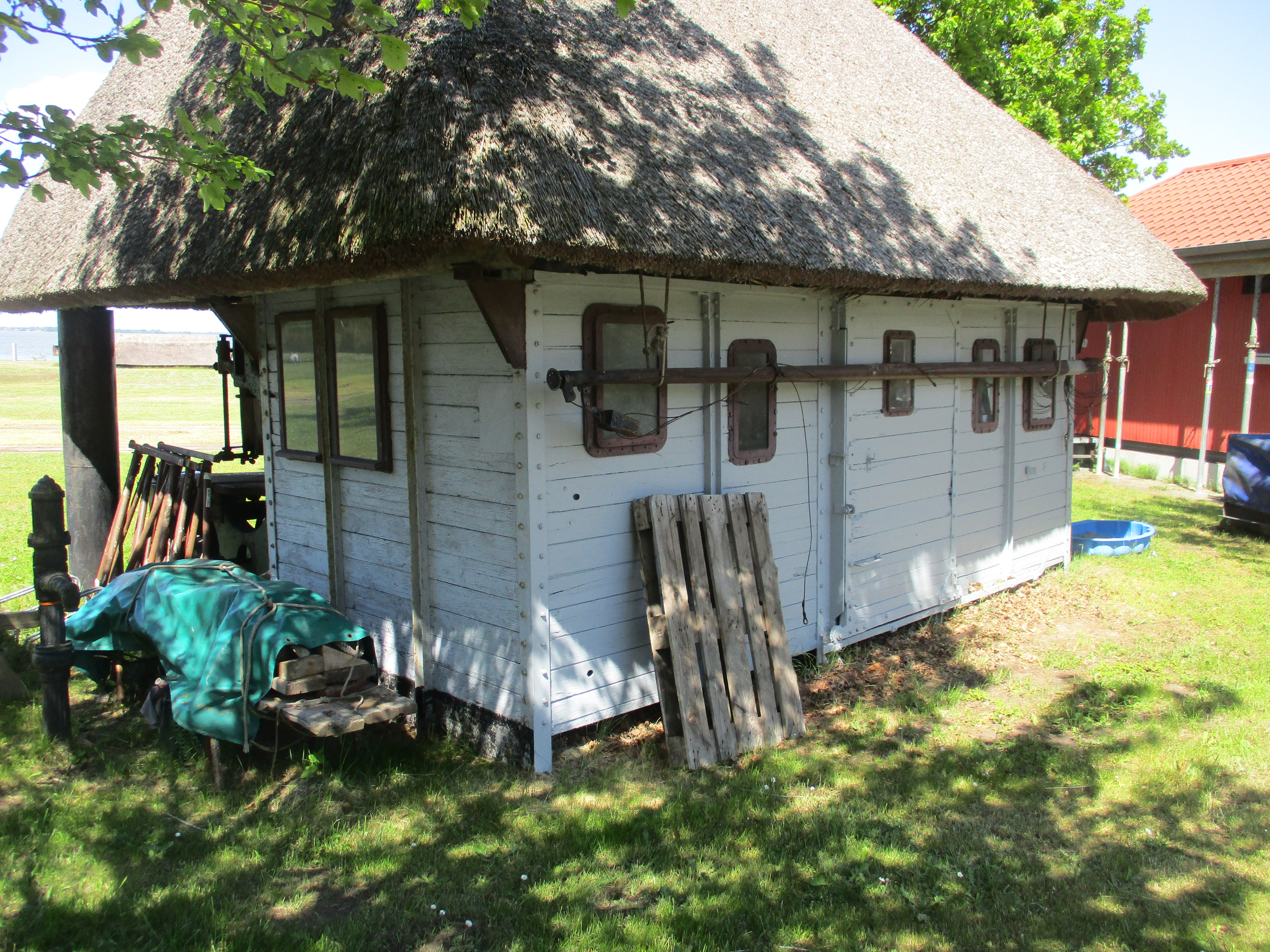
Historischer Lagerschuppen im Bodstedter Hafen

- kombinierter Personenwagen mit Gepäck- und Postabteil (FKB-Nr. 6; 907-003)
- Personenwagen 3. Klasse (FKB-Nr. 10; DR-Nr. 901-321)
- gedeckter Güterwagen (FKB-Nr. 105; DR-Nr. 99-30-11)
- gedeckter Güterwagen (FKB-Nr. 106; DR-Nr. 99-30-03)
- gedeckter Güterwagen (FKB-Nr. 123; DR-Nr. 99-30-47)
- gedeckter Güterwagen (FKB-Nr. 138; DR-Nr. 99-30-53)

Im Lokschuppen der Eisenbahnfreunde Wismar e. V. ist erhalten geblieben:
- gedeckter Güterwagen (FKB-Nr. 152; DR-Nr. 99-30-52)

Weitere Wagenkästen sind erhalten geblieben und als Lagerraum noch in Funktion (u. a. Bodstedt im Hafen). Die Reste eines Personenwaggons befinden sich seit 2025 zum aufwendigen Wiederaufbau auf einem privaten Grundstück in Neuendorf.